# Везувий
Везу́вий (итал. Vesuvio) — действующий вулкан на югe Италии, примерно в 15 км от Неаполя. Расположен на берегу Неаполитанского залива в провинции Неаполь, регион Кампания. Входит в Апеннинскую горную систему, имеет высоту 1281 м.
Везувий является одним из трёх действующих вулканов Италии; вулкан Этна находится на острове Сицилия, а Стромболи — на Липарских островах. Везувий — единственный действующий вулкан континентальной Европы, считается одним из наиболее опасных вулканов.
В исторических источниках имеются сведения о более чем 80 значительных извержениях, наиболее известное из которых произошло в 79 году н. э., когда были уничтожены древнеримские города Помпеи, Геркуланум, Оплонтис и виллы Стабий. Было описано древнеримскими авторами (в том числе Плинием Младшим) и долгое время считалось легендарным событием, пока не было подтверждено в результате археологических раскопок. Последнее историческое извержение Везувия произошло в 1944 году.

## Этимология
Существуют две теории происхождения названия вулкана:
- от оскского слова fest, что означает «дым»[3]
- от праиндоевропейского корня ves- — «гора»

## Общие сведения
Везувий находится в пределах Средиземноморского подвижного пояса, простирающегося на 15 тыс. км от Западной Европы до Индонезии. Вулканический комплекс Сомма-Везувий находится в 15 км к юго-востоку от Неаполя. Он является одним из самых крупных вулканов Романской щелочной провинции. Современными геофизическими исследованиями под Везувием установлено несколько магматических камер. Одна из них приповерхностная, расположена на глубине около 3 км, вторая, более глубинная, — на глубине порядка 10—15 км. Континентальная кора под вулканом Везувий, по данным геофизических исследований и бурения, сложена толщей триасовых доломитов, мощностью до 7 км и подстилающими её породами ранних этапов развития Средиземноморского пояса, метаморфизованными в условиях фации слюдяных сланцев.
Особый вклад в изучение вулкана внес вулканолог Альфред Ритман, которому принадлежит первая и широко известная гипотеза образования высококалиевых лав Везувия — гипотеза ассимиляции доломитов. Исследование расплавных и флюидных включений позволило установить физико-химические параметры образования минералов лав и различных включений и ксенолитов (клинопироксена, оливина, плагиоклаза).
Вулкан имеет три вложенных конуса, самый древний из которых находится снаружи и сохранился только на северном и восточном склонах. Этот дугообразный вал носит название Монте-Сомма (высота до 1138 м). Второй конус (собственно Везувий) находится внутри Соммы. На вершине расположен кратер, на дне которого иногда появляется третий временный конус, который пропадает после сильных извержений (например, в 1906 году).
Везувий — единственная гора, возвышающаяся над равнинами Кампании. У подножия вулкана располагается прибрежный город Торре-Аннунциата. На северо-западном склоне вулкана на высоте около 600 м расположена вулканологическая обсерватория, основанная в 1842 году.
Основной конус Везувия сложен из переслаивающихся пластов лавы и вулканического туфа, которые, выветриваясь, обеспечивают плодородность почвы склонов. В нижней части разбиты фруктовые сады и виноградники, выше (до высоты 800 м) произрастают сосновые леса.

## Вулканическая активность
Сильные извержения Везувия, как правило, перемежаются периодами слабой активности. Типичное извержение Везувия заключалось в выбрасывании большого объёма пепла и газов, которые формировали расплывающийся наверху столб, похожий по форме на итальянскую сосну пинию. Во время извержений растительность на склонах и поселения у подножья вулкана нередко становились жертвой стихии.
Предположительно вулкан Везувий появился 25 000 лет назад в результате столкновения двух тектонических плит. Следы наиболее древнего из известных извержений датированы 6940 ± 100 годом до н. э.
Извержение, происшедшее 3800 лет назад, покрыло пирокластическими потоками территорию, охватывающую Неаполь.
Сильное (5 баллов по шкале извержений) извержение 79 года уничтожило несколько городов — Помпеи и Стабии были засыпаны вулканическим пеплом, местами толщиной до 8 м, а Геркуланум — грязевыми потоками из-за дождя, сопровождавшего извержение. Также существует версия о большом пирокластическом потоке, который разрушил Геркуланум и Помпеи. Пирокластический поток был настолько насыщен газами, что они плотно запечатали здания городов, оставив их без кислорода, вследствие чего останки жертв извержения не разложились, а застыли в вулканическом пепле.
Сильные извержения также были в 1631, 1794, 1822, 1872 и 1906 годах. Извержение 1631 года было в 10 раз слабее извержения 79 года, однако более высокая плотность населения прилегающих районов обусловила большое количество жертв, порядка 4000 человек. Во время извержения вулкан извергался в нескольких фазах. В результате извержения вулкан стал ниже на 168 м. В 1805 году извержение Везувия было относительно слабым, однако большая часть города Неаполь была разрушена почти полностью, а жертвами катастрофы стали около 26 тысяч человек.
Последнее историческое извержение вулкана Везувий произошло в 1944 году. Один из лавовых потоков разрушил города Сан-Себастьяно и Масса. Во время извержения погибли 27 человек. Высота фонтана лавы из центрального кратера достигала 800 м, а эруптивная колонна поднималась над вулканом на высоту до 9000 м. После этого извержения на Везувии наблюдается слабая фумарольная активность.
Вулканическая активность отслеживается с 1841 года, первоначально — вулканологической обсерваторией, построенной на склоне Везувия, в настоящее время — центром Osservatorio Vesuviano в Неаполе.

## Годы извержений в историческую эпоху
После извержения 79 года, ставшего последним извержением «плинианского» типа, а также первым известным в нашу эпоху, Везувий извергался множество раз, причём извержения относятся к различным типам, перечисленным ниже в хронологическом порядке:
Взрывные извержения
В 203, 472, 512, 685, 968, 999, 1680, 1682, 1685, 1689 годы.
Эффузивные извержения
В 1717, 1725, 1728, 1730, 1751, 1752, 1755, 1771, 1776, 1785, 1805, 1810, 1812, 1813, 1817, 1820, 1831, 1855, 1858, 1867, 1868, 1871, 1884, 1891, 1895, 1899, 1929 годы.
Эффузивно-эксплозивные извержения
В 1036, 1068, 1078, 1139, 1631, 1649, 1660, 1694, 1698, 1707, 1714, 1723, 1737, 1761, 1767, 1779, 1794, 1822, 1834, 1839, 1850, 1861, 1872, 1906, 1944 годы.
Извержения неустановленного типа
В 787, 991, 993, 1007, 1305, 1500 годы

## Туризм
Везувий с давних времён привлекал внимание посещающих Неаполь. Например, русский путешественник П. А. Толстой в конце XVII века записал в своём путевом дневнике: 
Не доезжая Неаполя за две мили италиянских на какой-то левой стороне есть гора зело высока, которая непрестанно от сотворения света горит; и в день от тое горы великой курится дым, а ночью бывает видеть и огнь; и так, сказывают, всегда беспрестанно горит и не угасает никогда ни на малое время».
С 1880 года на Везувий можно было подняться на маятниковом фуникулёре, состоявшем из двух больших вагонов, приводившихся в движение паровой машиной. Со временем известность этого туристического аттракциона возросла настолько, что он даже стал своеобразным туристическим символом региона, в его честь была сочинена популярная и поныне песня. Однако извержением 1944 года фуникулёр был разрушен.
В сентябре 1910 года Везувий впервые был покорён на автомобиле — русским автогонщиком А. П. Нагелем на автомобиле марки «Руссо-Балт» С-24/30.
В 1953 году на восточном склоне был сооружён кресельный подъёмник, быстро завоевавший такую же популярность, что и его предшественник, но землетрясение 1980 года настолько его повредило, что его не стали восстанавливать. В настоящее время гора открыта для посещений только по оборудованной пешеходной тропе. От подножия вулкана до тропы ведёт автомобильная дорога, заканчивающаяся парковкой на высоте 1000 метров. Вход на тропу открыт с 9:00 до 15:00 с декабря по февраль, до 16:00 в марте и октябре, до 17:00 в апреле-июне и сентябре, до 18:00 в июле-августе.